# Indicola
Indicola es un género de foraminífero bentónico considerado un sinónimo posterior de Soriella de la subfamilia Rotaliinae, de la familia Rotaliidae, de la superfamilia Rotalioidea, del suborden Rotaliina y del orden Rotaliida. Su especie tipo era Indicola rajasthanensis. Su rango cronoestratigráfico abarcaba el Ypresiense (Eoceno inferior).

## Clasificación
Indicola incluye a las siguientes especies:
- Indicola kutchensis †
- Indicola rajasthanensis †
  - Indicola rajasthanensis taptiensis †